# Erik Janža
Erik Janža (Murska Sobota, 21 de junio de 1993) es un futbolista esloveno que juega en la demarcación de lateral izquierdo para el Górnik Zabrze de la Ekstraklasa.

## Selección nacional
Tras jugar con las categorías inferiores de la selección, finalmente el 18 de noviembre de 2014 hizo su debut con la selección de Eslovenia en un partido amistoso contra Colombia que finalizó con un resultado de 0-1 a favor del combinado colombiano tras el gol de Adrián Ramos.

### Participaciones en Eurocopas
| Copa          | Sede     | Resultado        | Partidos | Goles |
| ------------- | -------- | ---------------- | -------- | ----- |
| Eurocopa 2024 | Alemania | Octavos de final | 3        | 1     |

### Goles internacionales
| # | Fecha                   | Estadio                               | Oponente  | Gol | Resultado | Competición                         |
| - | ----------------------- | ------------------------------------- | --------- | --- | --------- | ----------------------------------- |
| 1 | 14 de octubre de 2023   | Estadio Stožice, Liubliana, Eslovenia | Finlandia | 3–0 | 3-0       | Clasificación para la Eurocopa 2024 |
| 2 | 17 de noviembre de 2023 | Parken Stadion, Copenhague, Dinamarca | Dinamarca | 1-1 | 2-1       | Clasificación para la Eurocopa 2024 |
| 3 | 16 de junio de 2024     | MHPArena, Stuttgart, Alemania         | Dinamarca | 1-1 | 1-1       | Eurocopa 2024                       |

## Clubes
| Club              | País            | Año       | Partidos | Goles |
| ----------------- | --------------- | --------- | -------- | ----- |
| ND Mura 05        | Eslovenia       | 2010-2013 | 85       | 1     |
| NK Domžale        | Eslovenia       | 2013-2015 | 72       | 4     |
| NK Maribor        | Eslovenia       | 2015-2016 | 46       | 0     |
| FC Viktoria Plzeň | República Checa | 2017      | 3        | 0     |
| Pafos FC (cedido) | Chipre          | 2017-2018 | 38       | 3     |
| NK Osijek         | Croacia         | 2018-2019 | 21       | 0     |
| Górnik Zabrze     | Polonia         | 2019-     | 188      | 5     |